# St. Georg (Schliprüthen)

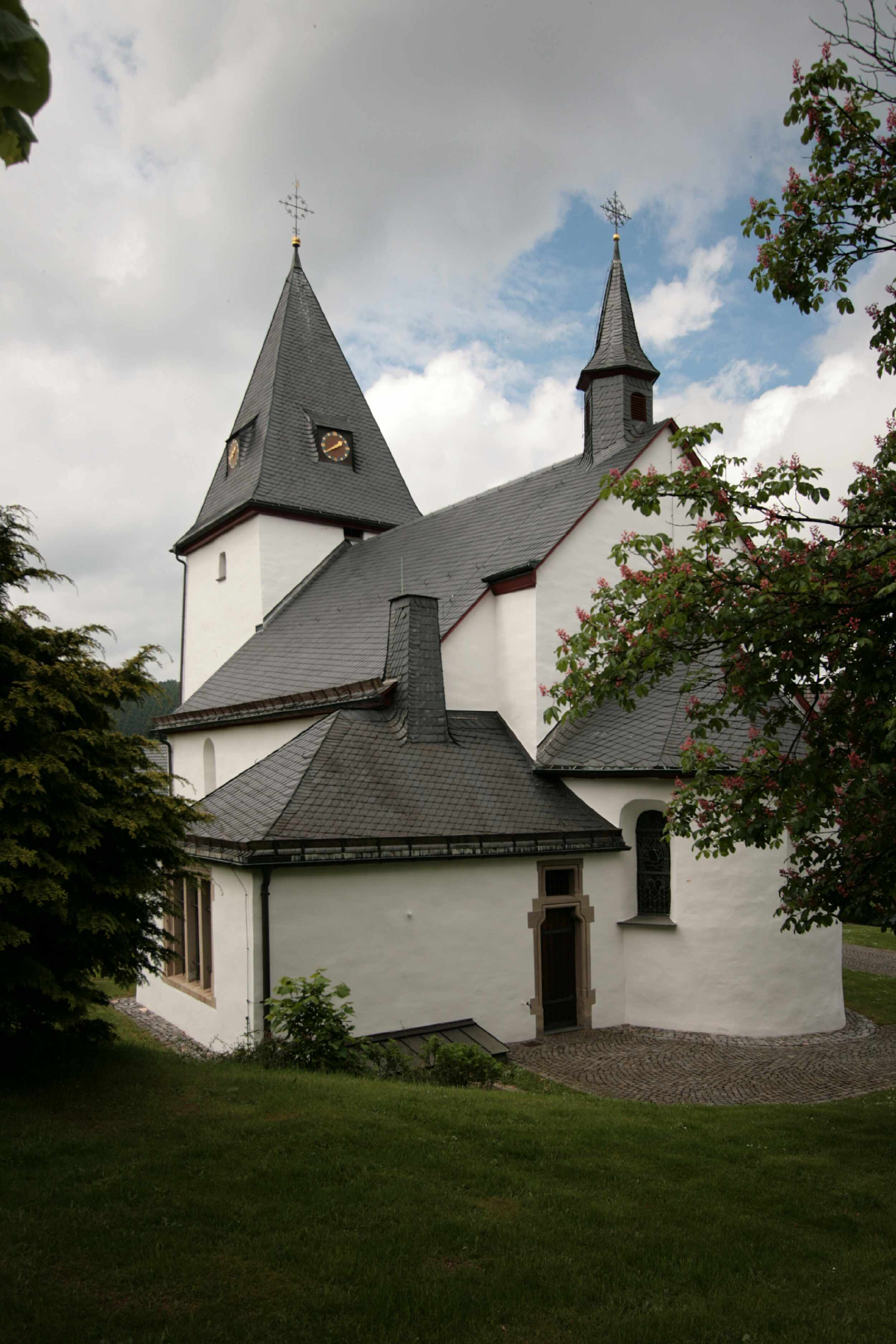
St. Georg

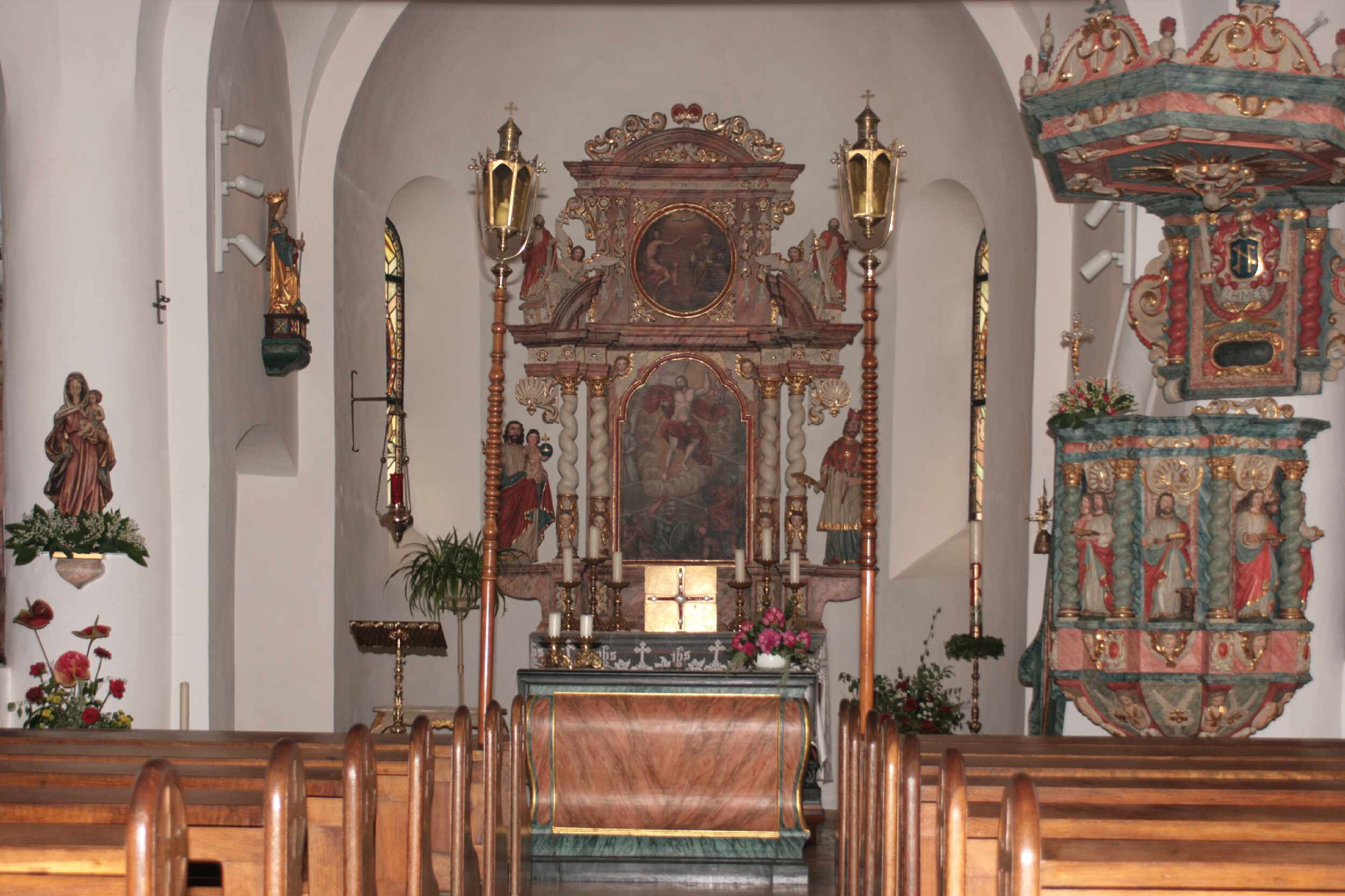
Blick auf den Altar

Die katholische Pfarrkirche St. Georg ist ein denkmalgeschütztes Kirchengebäude in Schliprüthen, einem Ortsteil von Finnentrop im Kreis Olpe in Nordrhein-Westfalen.

## Geschichte und Architektur
Bis 1186 gehörte die Gemeinde zur Urpfarrei Wormbach. Die kleine spätromanische Hallenkirche, die um 1200 gebaut wurde, gehört zum selben Typus wie die Pfarrkirche in Dünschede, nach der dieser in der Region sehr verbreitete Typ bezeichnet wird. Sie hat zwei quadratische Joche mit Rundpfeilern und kuppelartige Gewölbe. Das Chorjoch ist schmal und hat eine halbrunde Apsis. In den sehr schmalen Seitenschiffen befinden sich Nebenapsiden.
Die Messe in Schliprüthen hielten lange die Kapuzinerpatres aus Kloster Brunnen. Heute gehört die Pfarrgemeinde St. Georg, die 1308 erstmals urkundlich erwähnt worden war, zum Pastoralverbund Bigge-Lenne-Fretter-Tal. Sie ist dem Dekanat Südsauerland zugeordnet und Teil des Erzbistums Paderborn.

## Ausstattung
Der überwiegende Teil der Ausstattung stammt aus dem 17. und 18. Jahrhundert. Dazu gehören:
- ein Orgelprospekt von 1681, Umbauten 1768 und 1863/64, historischer Bestand des Klangwerks zu großen Teilen erhalten, letzte Restaurierung 1988–1991.
- Hauptaltar, zweigeschossiges Säulenretabel aus 1729/30, der Werkstatt Peter Sasse zugeschrieben,
- Seitenaltäre aus 1620/30 des Bildhauers Heinrich Stratmann (Arnsberg).
- Kanzel vermutlich aus der Werkstatt Johann Sasse aus 1680/90 und
- eine Holzfigur der Hl. Katharina vom Anfang des 16. Jahrhunderts, vermutlich eine Arbeit des sauerländischen Meisters Petrus von Kolshusen.
- Im Westturm drei Bronzeglocken, gegossen 1949 von Petit & Edelbrock, Tonfolge gis′-h′-cis″. Im Dachreiter eine Klepglocke in c‴, gegossen 1752 von Fridericus Schweis.

Die Rückwand der Kanzel trägt einen Schalldeckel. Sie trägt das verzierte Wappen des Jodokus Höying und seiner Ehefrau Elisabeth Fürstenberg, welche vor dem linken Seitenaltar beigesetzt sind, darunter befindet sich eine Inschriftenkartusche, die leer ist oder heute nicht mehr gelesen werden kann.